# 段日陸眷
段 日陸眷（だん  じつりくけん、拼音：Duàn Rìlùjuàn　生没年不詳）は、鮮卑の大人である。段部の始祖。『晋書』では段就陸眷と記載される。

## 生涯
幼い頃、漁陽で売られて烏桓の大人である庫傉官の奴隷となった。
諸部の大人が幽州にて集会したとき、みな痰壺（たんつぼ）を持っていたが、庫傉官だけは持参せずに段日陸眷の口内に痰を吐いた。段日陸眷はそれを呑みくだして、西に向かって天を仰ぎ「願わくは主君の智慧と福禄が尽く我が腹中に移らんことを」と言った。
後に漁陽において大飢饉が起こると、庫傉官は段日陸眷が強壮であることから、遼西に移って糧食を集めるよう命じた。段日陸眷はそのまま戻るは事なく、流亡の人々をかき集めてその勢力を強大化させた。その後、かつて漢代に放棄された令支県のある城郭を根拠地とした。
段日陸眷の死後、弟の段乞珍が位を継いだ。

## 参考資料
- 『魏書』（列伝第九十一）